# Doutrina Tobar
A Doutrina Tobar refere-se a uma exortação feita pelo chanceler do Equador Carlos R. Tobar em 1906. Nela Tobar declara que os governos latino-americanos, em defesa da democracia legítima, deveriam evitar dar reconhecimento aos governos de facto que surgiram a partir de ações de força. O seu objetivo era reduzir a ameaça de revolução e de guerra civil, enfatizando a necessidade de todos os governos agirem no sentido do estabelecimento da democracia e do respeito pelo Estado de direito.
A Doutrina Tobar declara:
Esta doutrina teve sua aplicação imediata na América Central após representantes das nações centro-americanas participarem de uma conferência, em dezembro de 1907, realizada em Washington, D.C., sob os auspícios dos Estados Unidos e do México (no que originou o Primeiro Sistema de Washington). Entretanto, uma sucessão de crises na região nos anos posteriores fariam os centro-americanos renunciarem a sua adesão à Doutrina Tobar. A doutrina Tobar daria lugar à doutrina Estrada (1930).